# Gare d’Herchies
Gare d’Herchies vasútállomás Franciaországban, Herchies településen.

## Vasútvonalak
Az állomást az alábbi vasútvonalak érintik:
- Épinay-Villetaneuse–Le Tréport-Mers-vasútvonal

## Kapcsolódó állomások
A vasútállomáshoz az alábbi állomások vannak a legközelebb:
- Gare de Beauvais
- Gare de Milly-sur-Thérain